# إدموند تورز
إدموند تورز (بالبولندية: Edmund Twórz)‏ مواليد 12 فبراير 1914 في بولندا - الوفاة 29 سبتمبر 1987، هو لاعب كرة قدم بولندي سابق، كان يلعب في مركز الدفاع. سبق له أن لعب في كأس العالم لكرة القدم مع منتخب بلاده في مونديال عام 1938.

## روابط خارجية
- إدموند تورز على موقع قاعدة بيانات كرة القدم.إي يو (الإنجليزية)
- إدموند تورز على موقع Soccerway.com (الإنجليزية)
- إدموند تورز على موقع عالم كرة القدم.نت (الإنجليزية)